# Hengerkerék

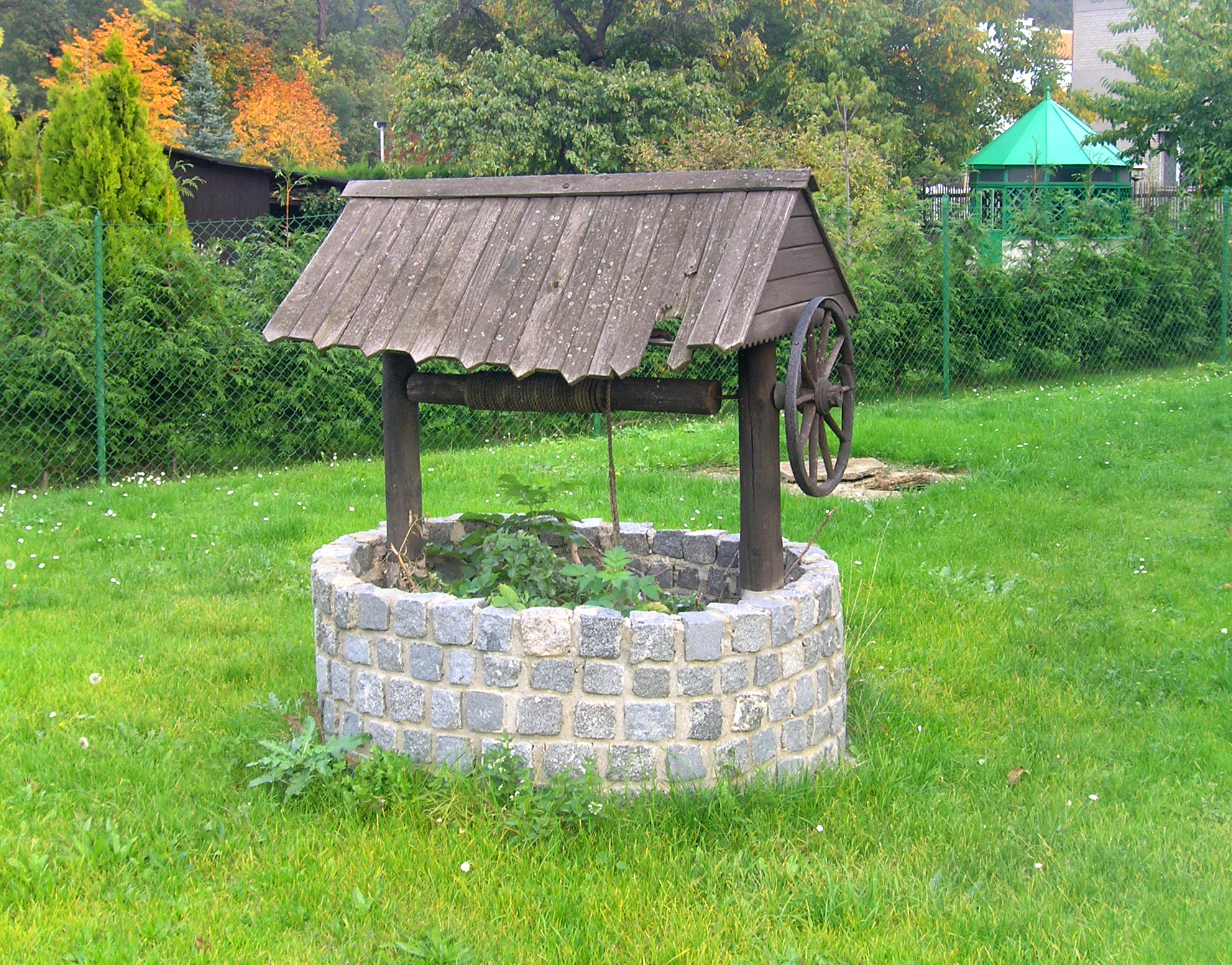
Kerekes kút Prágában

A hengerkerék az egyik egyszerű gép. A hengerkerék egy hengeres testből, kötéldobból áll, melyre kötél van felcsévélve, a kötél másik végén függ az emelendő teher. A hengerhez mereven csatlakozik egy nagyobb átmérőjű kerék, esetleg sugárirányú fogantyúk, fogaskerék. A működés szempontjából lényeges, hogy a két elem mereven legyen rögzítve egymáshoz, hogy együtt forduljanak el közös tengelyük körül.

## Az erőjáték

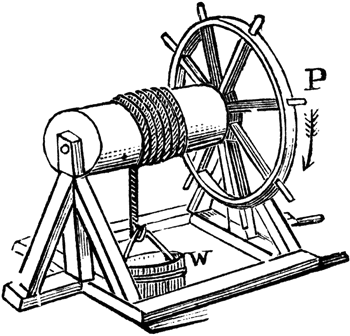
hengerkerék rajza

Ha a súrlódástól eltekintünk, az r sugarú hengerre felcsévélt kötél végén függő W teher emeléséhez szükséges P erő nagyság, melyet a kezelő az R sugáron elhelyezett fogantyúkon fejt ki, a két nyomaték egyensúlyából számítható:
{\displaystyle M=r\cdot W=R\cdot P\,,}
innét a W teher emeléséhez szükséges emberi erő:
{\displaystyle P={\frac {r}{R}}W=i\cdot W,}
ahol 
{\displaystyle i={\frac {r}{R}}}
az áttétel vagy módosítás.

## Differenciál-hengerkerék

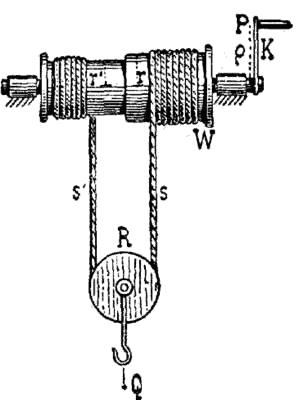
Differenciál-hengerkerék vázlata

A differenciál hengerkeréknél a kötéldob két, különböző sugarú részből áll. Az r sugarú félhez rögzítik a kötél egyik végét, az r' sugarú félhez a másik végét. A kötelet úgy csévélik fel a két dob-félre, hogy a középső része laza hurkot képezzen, melyen egy R sugarú mozgó csiga közvetítésével függ a Q teher. A hengerkereket kezelője a ρ hosszúságú kar végére szerelt fogantyúval forgatja P erővel. Ha a kart jobbra (az óramutató járásával egy irányba) forgatják, az ábra szerinti elrendezésnél a kisebb hengerről le-, a nagyobbra feltekeredik a kötél. Mivel a két dob sugara különböző, a nagy dobra több kötél csévélődik fel, mint amennyi a kicsiről lecsévélődik, a különbség felével megemelkedik a csiga és rajta a teher.
Elhanyagolt súrlódás esetén a csiga két kötélágában azonos nagyságú S és S' erő ébred:
{\displaystyle S=S'={\frac {Q}{2}},}
ezek M nyomatéka tart egyensúlyt e kezelő által kifejtett nyomatékkal:
{\displaystyle M=r{\frac {Q}{2}}-r'{\frac {Q}{2}}=Q{\frac {r-r'}{2}}=\rho P,}
és innen a teher emeléséhez szükséges emberi erő:

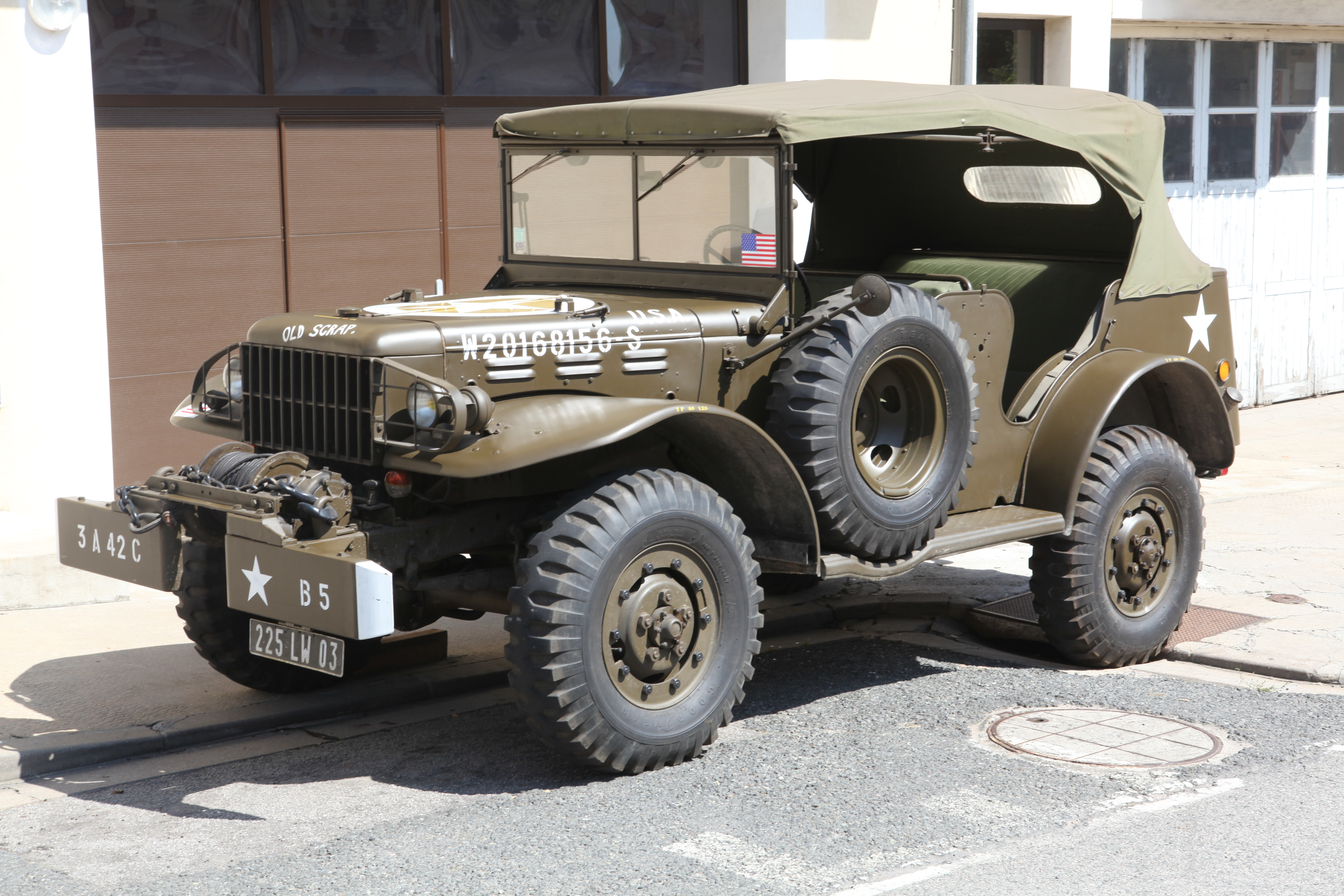
Csörlő egy katonai gépkocsin

{\displaystyle P={\frac {r-r'}{2\rho }}Q=i\cdot Q,}
és az áttétel:
{\displaystyle i={\frac {r-r'}{2\rho }}}

## A hengerkerék alkalmazása
A hengerkerék feltalálásának körülményei ismeretlenek, de az ókorban már ismerték, a görögök az i.e. 6. századtól igazoltan használták daruikban Régóta használják a kerekeskutat, melynél a vízzel teli vödör emelésére szintén hengerkerék szolgál. A hengerkerék azóta is része  a legtöbb emelőgépnek és sok szállítógépnek. Ide tartoznak a kézi és motoros csörlők, felvonók, daruk, siklók. Hajóknál a horgonyemelő berendezés szintén hengerkerékkel működik.